# Cabanac-et-Villagrains
Cabanac-et-Villagrains là một xã trong tỉnh Gironde, thuộc vùng Nouvelle-Aquitaine của nước Pháp, có dân số là 1.437 người (thời điểm 1999). Xã nằm trong vùng đô thị của thành phố Bordeaux.